# Lanark—Frontenac—Kingston (circonscription provinciale)
Circonscription électorale provinciale du Canada
Lanark—Frontenac—Kingston est une circonscription provinciale de l'Ontario représentée à l'Assemblée législative de l'Ontario depuis 2018. 

## Géographie
La circonscription consiste en le comté de Lanark, la ville de Smiths Falls, une partie du comté de Frontenac et une partie de la ville de Kingston.
Les circonscriptions limitrophes sont Leeds—Grenville—Thousand Islands et Rideau Lakes, Kingston et les Îles, Hastings—Lennox and Addington, Carleton, Kanata—Carleton et Renfrew—Nipissing—Pembroke.   

## Historique
| Législature | Années        | Député | Député        | Parti                     |
| --- | ------------- | ------ | ------------- | ------------------------- |
| Lanark—Frontenac—Kingston Circonscription issue de Carleton—Mississippi Mills, Kingston et les Îles et Lanark—Frontenac—Lennox and Addington |               |        |               |                           |
| 42e | 2018–2019     |        | Randy Hillier | Progressiste-conservateur |
| 42e | 2019-2022     |        | Randy Hillier | Indépendant               |
| 43e | 2022–2025     |        | John Jordan   | Progressiste-conservateur |
| 44e | 2025–en cours |        | John Jordan   | Progressiste-conservateur |

## Circonscription fédérale
Depuis les élections provinciales ontariennes du 4 octobre 2007, l'ensemble des circonscriptions provinciales et des circonscriptions fédérales sont identiques.